# Märtyrerkirche (ar-Raqqa)

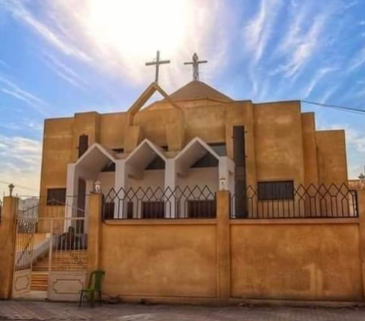
Märtyrerkirche in ar-Raqqa, 2023

Die ehemals (bis 2013) armenisch-katholische Märtyrerkirche (armenisch Նահատակաց եկեղեցի, arabisch كنيسة الشهداء Kanisa asch-Schuhada) ist eine freikirchlich-evangelikale Kirche in der syrischen Stadt ar-Raqqa. Sie wurde während der Herrschaft des islamistischen Daesch (IS) 2013 bis 2017 zerstört und die Ruine 2019 abgetragen. Im Februar 2022 wurde die Kirche wiedereröffnet, die sich seit 2020 im Auftrag der Verwaltung von Rojava im Wiederaufbau befand. Sie dient nunmehr sporadischen evangelischen Gottesdiensten.

## Standort
Die Kirche steht an der Südseite der al-Mogmaa-Straße (شارع المجمع Schari' al-Mudschmaa) an der östlichen Ecke zur südlich einmündenden „Kirchstraße“ (شارع الكنيسة Schari' al-Kanisa).

## Geschichte
In der bereits sehr alten Stadt ar-Raqqa spielte das Christentum in den Jahrhunderten vor dem Ersten Weltkrieg kaum eine Rolle. Dies änderte sich Anfang des 20. Jahrhunderts durch den Zuzug armenischer und assyrischer Flüchtlinge nach dem Völkermord an den syrischen Christen und an den Armeniern. Die ersten Christen kamen in Raqqa 1915 als Flüchtlinge aus Kleinasien an, wurden 1916 aber großenteils in die Todeslager von Deir ez-Zor deportiert, während andere sich durch Hilfe muslimisch-arabischer Nachbarn verstecken konnten. Nach dem Ende des Osmanischen Reiches wuchs die christliche Bevölkerung weiter, zunächst durch Flüchtlinge, im unabhängigen Syrien durch interne Migration. Anders als in den weiter östlich liegenden Städten al-Hasaka, al-Qamischli und al-Malikiya bildeten die Christen in Raqqa aber immer eine kleine Minderheit. Nach Schätzungen machten sie vor dem Krieg etwa 1 % der Bevölkerung aus. In Interviews beschreiben manche Bewohner das Verhältnis zwischen Christen und Muslimen vor dem Krieg – ähnlich wie in anderen Städten Syriens – als gut bis herzlich, während andere auch von einer stärkeren Intoleranz „bigotter Muslime“ sprechen. So seien in Raqqa – anders als anderswo in Syrien – nie Kirchenglocken zu hören gewesen, da es in dieser nie christlich beeinflussten Stadt nicht üblich gewesen sei.
Die katholische Märtyrerkirche in ar-Raqqa – benannt nach den Märtyrern des Völkermords – wurde 1970 eröffnet. Sie war eine von nur drei christlichen Kirchen der Stadt: Die melkitische griechisch-katholische Mariä-Verkündigungs-Kirche (al-Bischara, البشارة) stand in direkter Nähe, und außerdem gab es die armenisch-apostolische Kirche, die sich innerhalb einer Schule (Madrasat al-Hurriya, „Schule der Freiheit“, مدرسة الحرية) befand. Die armenisch-katholische Märtyrerkirche wurde auch von der syrisch-orthodoxen Gemeinde genutzt. Die armenischen Katholiken, die unter den Armeniern in Syrien (und anderswo) immer eine Minderheit ausmachten, zählten um 1990 immerhin 500 Familien. Massive Auswanderung ließ die Gemeinde aber schon vor dem Bürgerkrieg auf 50 Familien schrumpfen, trotzdem gab es jeden Sonntag einen Gottesdienst.
Im Bürgerkrieg in Syrien seit 2011 nahm der islamistische Ahrar al-Scham im März 2013 ar-Raqqa ein, doch ab August 2013 übernahm Daesch (IS) die Macht. Am 16. September fiel das Kreuz von der Kirchenspitze, und an seiner Stelle wehte die Fahne des Daesch. Das Kirchengebäude wurde Sitz eines Scharia-Gerichts und der Sittenpolizei Hisbah. Ab Juni 2017 begannen massive Angriffe gegen das von Daesch beherrschte Raqqa, und am 17. Oktober 2017 verkündeten die säkular ausgerichteten Demokratischen Kräfte Syriens, getragen vor allem von den kurdischen Volksverteidigungseinheiten (YPG), die Eroberung der Stadt. Sowohl die Märtyrerkirche als auch die Mariä-Verkündigungs-Kirche lagen in Trümmern, wobei letztere durch Fliegerbomben dem Erdboden gleichgemacht war. Anwohner berichteten, dass Daesch zuvor beide Kirchen mutwillig gesprengt hatte. Angesichts der flächendeckenden Zerstörung und der Bedrohung durch islamistische Terroristen sind nur sehr wenige Armenier und andere Christen willens, nach Raqqa zurückzukehren. Deswegen beabsichtigt die armenisch-katholische Kirche derzeit nicht, ihre Gottesdienste in Raqqa wieder aufzunehmen. Anhaltende Terroranschläge wie etwa die Ermordung des armenisch-katholischen Pfarrers der Kathedrale St. Josef in al-Qamischli, Pater Hovsep Hanna Bedoyan, am 12. November 2019 bei Deir ez-Zor sorgen für große Angst.
Dennoch verkündete die Rojava-Verwaltung in Raqqa über die Nachrichtenagentur Ajansa Nûçeyan a Firatê (ANF) ihre Absicht, sämtliche Moscheen und Kirchen ar-Raqqas wieder aufzubauen, wobei der Märtyrerkirche, der größten Kirche Raqqas, besondere Aufmerksamkeit gegeben werde. Im August 2019 wurden die Reste der zerstörten Kirche abgetragen, und die Verwaltung kündigte an, auf den Fundamenten eine neue Kirche zu bauen. Im Dezember 2019 war der Platz weitgehend geräumt. Die Verwaltung hielt an ihren Plänen fest, obwohl nach armenischen Berichten nur noch eine armenisch-katholische Familie in Raqqa war. Nach Angaben der kurdischen Verwaltung von August 2019 waren allerdings 40 armenische Familien in die Stadt zurückgekehrt. Bilder auf Twitter vom Mai 2020 zeigen am Standort der Märtyrerkirche eine Baustelle, auf der bereits Teile eines neuen Gebäudes aus Stahlbeton sichtbar sind. Bilder vom Dezember 2020 und März 2021 zeigen ein im Rohbau fertiges Kirchengebäude im Stil der vorherigen Kirche. Besonders der schwierige Wiederaufbau der Wohnhäuser hält die Gläubigen von der Rückkehr ab. Mangels armenisch-katholischer Gläubiger vor Ort war die armenisch-katholische Kirche nicht am Wiederaufbau beteiligt. Andererseits wirkten freikirchlich-evangelische Gruppen aktiv – auch finanziell – an der Wiederherstellung des Gotteshauses mit, obwohl die armenisch-katholische Kirche sich dagegen sperrte, Bauunterlagen zur Verfügung zu stellen. Maßgeblich aktiv waren die „Burma Rangers“, die in Myanmar Kämpfer der Karen unterstützten und auch bei der Vertreibung der Islamisten aus Mossul (Irak) beteiligt waren. Anders als bei den armenischen Katholiken gibt es in dieser Freikirche viele ehemalige, zu Christen gewordene Muslime. Das Innere der Märtyrerkirche wurde im protestantisch-freikirchlichen Stil schlicht und ohne Altar gehalten, aber mit Kanzel. Im Februar 2022 konnte die wiederaufgebaute, nunmehr freikirchlich-evangelikal genutzte Kirche feierlich eröffnet werden. Sie dient sporadischen evangelischen Gottesdiensten.